# You Surround Me
Singles de Erasure
Drama!
(1989) Blue Savannah
(1990)
Clip vidéo
[vidéo] « You Surround Me », sur YouTube
You Surround Me est une chanson du duo britannique Erasure extraite de leur quatrième album studio, intitulé Wild! et sorti (au Royaume-Uni) le 16 octobre 1989.
Le 27 novembre 1989, six semaines après la sortie de l'album, la chanson a été publiée en single. C'était le deuxième single de cet album (après Drama!).
Le single a débuté à la 16e place du classement des ventes de singles britannique dans la semaine du 3 au 9 décembre 1989 et a atteint sa meilleure position à la 15e place la semaine suivante (celle du 10 ou 16 décembre).